# Denis Mahmudov
Denis Mahmudov (in macedone Денис Махмудов?; Veles, 6 novembre 1989) è un ex calciatore macedone, di ruolo attaccante.

## Caratteristiche tecniche
È un'ala sinistra.

## Carriera
Ha esordito in Eredivisie il 25 gennaio 2014 con la maglia del PEC Zwolle in occasione dell'incontro vinto 2-1 contro il NAC Breda.

## Palmarès

### Club

#### Competizioni nazionali
- Supercoppa dei Paesi Bassi: 1

PEC Zwolle: 2014